# ボブ・ユンゲルス
ボブ・ユンゲルス（Bob Jungels、1992年9月22日 - ）は、ルクセンブルク、ローリンゲン出身の自転車競技（ロードレース）選手。

## 経歴
ジュニア、U23時代から国内選手権、世界選手権で成績を残す。
2012年、レオパード・トレックコンチネンタルでプロデビュー。
2013年、UCIワールドツアーチームである、レディオシャック・レオパードに加わる。
2016年、エティックス・クイックステップに移籍。ジロ・デ・イタリアではマリアローザを着用し、最終的にはヤングライダー賞を獲得した。
2017年、ジロ・デ・イタリア第15ステージにて総合勢でのスプリントを制してグランツール初勝利を挙げた。
2018年、リエージュ〜バストーニュ〜リエージュにて初のクラシックレース制覇。
2021年、AG2R・シトロエン・チームへ移籍。
2022年、ツール・ド・フランス第9ステージにおいて、約60kmを独走し、血行障害による低迷からの復活勝利を遂げた。
2023年、ボーラ＝ハンスグローエへ移籍。

## 主な戦績

### 2009年
- ルクセンブルク選手権・ジュニア　優勝（個人タイムトライアル、ロード、シクロ）

### 2010年
- ルクセンブルク選手権・ジュニア　優勝（個人タイムトライアル、ロード、シクロ）
- 世界選手権・ジュニア　優勝(ITT)

### 2011年
- ルクセンブルク選手権・U23　優勝（個人タイムトライアル、ロード、シクロ）

### 2012年
- ル・トリプティク・デ・モン・エ・シャトー　総合優勝、ポイント賞
- ジロ・デル・フリウーリ・ヴェネツィア・ジュリア　総合2位、ヤングライダー賞
- フレッシュ・デュ・スュド 総合優勝、ヤングライダー賞（第4ステージ優勝）
- パリ〜ルーベ・エスポワール　優勝
- ルクセンブルク選手権　優勝（個人タイムトライアル）
- ジロ・チクリスティコ・デッラ・ヴァッレ・ダオスタ・モン・ブラン　区間優勝（第4ステージ）

### 2013年
- グラン・プレミオ・ノービリ・ルビネッテリエ　優勝
- ツール・ド・ルクセンブルク　区間優勝（第4ステージ）
- ルクセンブルク選手権　優勝（ロードレース、個人タイムトライアル）

### 2015年
- エトワール・ド・ベセージュ　総合優勝（第5ステージ優勝）
- ルクセンブルク選手権　優勝（ロードレース、個人タイムトライアル）

### 2016年
- ツアー・オブ・オマーン　区間優勝（第1ステージ）
- ティレーノ・アドリアティコ　総合3位、ヤングライダー賞
- ジロ・デ・イタリア　ヤングライダー賞
- ルクセンブルク選手権　優勝（ロードレース、個人タイムトライアル）

### 2017年
- ジロ・デ・イタリア　ヤングライダー賞（第15ステージ優勝）
- ルクセンブルク選手権　優勝（ロードレース）

### 2018年
- リエージュ〜バストーニュ〜リエージュ　優勝
- ルクセンブルク選手権　優勝（ロードレース、個人タイムトライアル）
- ツアー・オブ・スロバキア　区間優勝（プロローグ）

### 2019年
- ツアー・コロンビア 　区間優勝（第4ステージ）
- クールネ〜ブリュッセル〜クールネ　優勝
- ドワルス・ドール・フラーンデレン　3位
- ルクセンブルク選手権 優勝（ロードレース、個人タイムトライアル）

### 2020年
- ルクセンブルク選手権 優勝（個人タイムトライアル）

### 2022年
- ルクセンブルク選手権 優勝（個人タイムトライアル）
- ツール・ド・フランス 区間優勝（第9ステージ）

### 2025年
- ルクセンブルク選手権 優勝（個人タイムトライアル）
- ツアー・オブ・オーストリア 区間優勝（第5ステージ）